# کاروانسرای پیچه بن
کاروانسرای پیچه بن مربوط به دوره قاجار است و در شهرستان قزوین، بخش الموت، دهستان معلم کلایه، روستای پیچه بن واقع شده و این اثر در تاریخ ۲۳ اسفند ۱۳۸۵ با شمارهٔ ثبت ۱۹۰۳۴ به‌عنوان یکی از آثار ملی ایران به ثبت رسیده است.